# Parc Georges Brassens

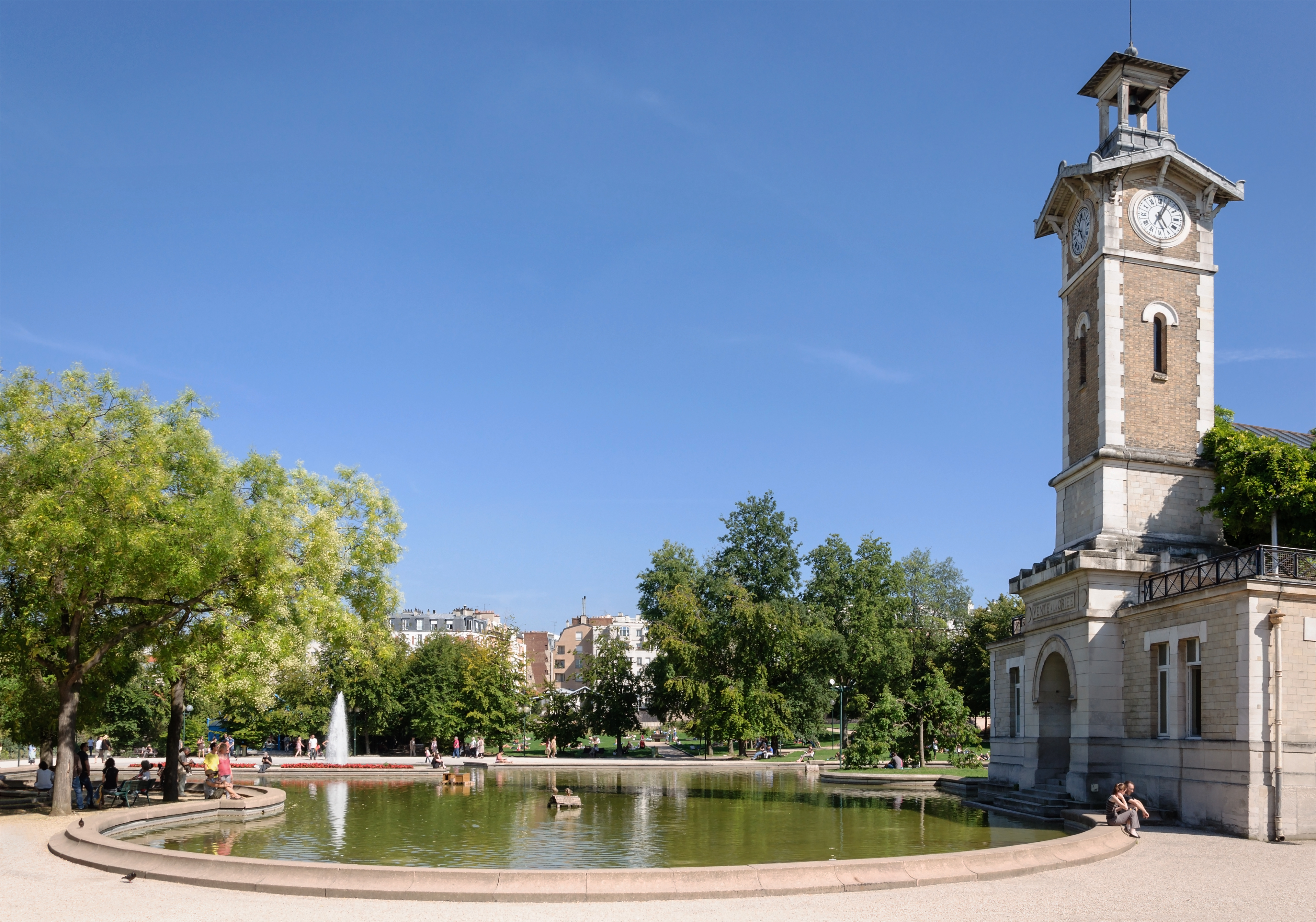
Parc Georges Brassens

Der Parc Georges Brassens ist ein 8,7 ha großer Park auf dem Gelände des ehemaligen Gestüts Vaugirard im 15. Arrondissement der französischen Hauptstadt Paris.

Parc Georges-Brassens, Paris

Der 1975 eröffnete Park wurde dem französischen Sänger Georges Brassens nach dessen Tod 1981 gewidmet, da er in unmittelbarer Nähe gelebt und sich in seinen letzten Jahren oft darin aufgehalten hatte.
Vom Gestüt und dem angrenzenden Schlachthof blieben bei der Gestaltung einige Elemente erhalten. Zum Beispiel eine überdachte Markthalle, in der am Wochenende ein Büchermarkt stattfindet, der Marché du livre ancien et d'occasion.
Der Parc Georges Brassens ist didaktisch gestaltet und beherbergt unter anderem Lehrpfade mit Küchen- und Heilkräutern (franz. chemin des senteurs, dt. Weg der Düfte), ein Bienenhaus, in dem regelmäßig Vorführungen stattfinden, sowie die ehemalige Reithalle des Gestüts, in der Ausstellungen veranstaltet werden. Der Park verfügt zudem über einen der wenigen Weinberge Paris’, der Clos de Morillons. Der Park wird von einem künstlichen Bach durchquert, über den vielen Brücken führen.